# Боевая группа «Крым»
Боевая группа «Крым» или Крымская боевая группа (нем. SS-Waffengruppe Krim, крымскотат. Qırım cenk taqımı) — оперативное формирование, состоящее из бывших советских военнопленных крымских татар и добровольцев полицейских формирований, которые были эвакуированы из Крыма в мае 1944 года, одна из единиц войск СС.

## История
Образована в результате расформирования Татарского горно-егерского полка СС 31 декабря 1944 года.
Передислокация крымскотатарских эсэсовцев к новому месту службы началась 1 января 1945 года и затянулась на два месяца. В результате боевая группа «Крым» (Waffengruppe Krim) была окончательно создана только 5 марта. Это опоздание обусловило то, что в структуре этого подразделения имелись некоторые особенности. По приказу Главного оперативного управления СС все боевые группы Восточно-тюркского соединения должны были иметь в своем составе по два пехотных батальона, в каждом из которых — по пять стрелковых рот. В боевой группе «Крым» в состав двух батальонов входило только по четыре стрелковые роты. Дополнительно она имела еще две отдельные артиллерийские роты, которых не было в других боевых группах.
Командиры: группа — Карабаш Абдулла ваффен-гауптштурмфюрер 15.04.1900, 1-й батальон боевой группы — Каттеев Гази ваффен-гауптштурмфюрер, — 2-й батальон боевой группы Арабский Секирья ваффен-гауптштурмфюрер.
Одним из военнослужащих группы предположительно был известный крымскотатарский и турецкий писатель Дженгиз Дагджи. По его собственной версии он был захвачен в плен немцами во время Второй мировой войны и пережил нацистские трудовые лагеря. При этом в его мемуарах упомянуто, что он свободно передвигался по оккупированной территории и даже смог навестить мать в Крыму. Ряд крымских СМИ обвиняли его в том, что он дезертировал из Красной Армии и служил оберштурмфюрером Крымской боевой группы (SS-Waffengruppe Krim) Восточно-тюркского соединения СС.